# Carl Caspar von Droste zu Hülshoff

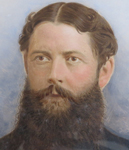
Carl Caspar von Droste zu Hülshoff, Gemälde ca. 1880

Caspar Theodor Carl Wilhelm Freiherr von Droste zu Hülshoff (* 21. März 1843 auf Burg Hülshoff bei Münster; † 22. Juli 1922 in Meersburg) war ein deutscher Politiker, Offizier, Unternehmer und Gutsbesitzer.

## Leben
Caspar Carl Freiherr von Droste zu Hülshoff wurde als jüngster Sohn des Gutsbesitzers und Politikers Werner-Constantin von Droste zu Hülshoff (1789–1867) und seiner Ehefrau Caroline, geb. Freiin Wendt-Papenhausen (1802–1881) geboren. Er gehörte der 21. Generation seiner Familie an und wurde der Stammvater des heute noch bestehenden Familienzweiges. Er war der jüngste Neffe der Dichterin Annette von Droste-Hülshoff, die ihn nur als kleines Kind gekannt hat. Seine Geschwister waren u. a. Heinrich von Droste zu Hülshoff, Ferdinand von Droste zu Hülshoff, Clemens Friedrich Freiherr Droste zu Hülshoff und Elisabeth von Droste zu Hülshoff. Er studierte Jura, diente im Deutsch-Französischen Krieg und war bis zu seiner Heirat Infanterie-Oberleutnant beim Husaren-Regiment „Kaiser Nikolaus II. von Russland“ (1. Westfälisches) Nr. 8. 
1873 heiratete er die aus einer Warburger Patrizier- und Juristenfamilie stammende Pierrine Fischer (* 4. Dezember 1852 in Paris; † 24. November 1903 in Paderborn), mit der er bis 1878 eine Villa in Münster und dann ihr Schloss Hamborn bei Paderborn bewohnte. Pierrine starb schon mit 51 Jahren und wurde in Hamborn bestattet, später aber in die Familiengrabstätte der Familie Fischer in Warburg überführt.
1905 heiratete er Marie von Bothmer, eine Tochter des Generalleutnants Eduard von Bothmer. Nachdem er Gut Hamborn 1912 an seinen einzigen Sohn Heinrich übergeben hatte, lebten sie in Kassel und Meran und Meersburg. Beide liegen in der  Familiengrabstätte Laßberg-Droste zu Hülshoff auf dem Friedhof Meersburg von Meersburg begraben, direkt gegenüber der vielbesuchten Grabstätte der Dichterin.

## Besitz und Unternehmungen
Pierrine war als Tochter des Bankiers und Großgrundbesitzers Robert Fischer (1820–1870) und seiner ersten Frau Pierrette, geb. Charvin in der eleganten Pariser Rue de Rivoli aufgewachsen und hatte einen Teil seines Vermögens geerbt, das folgende ungewöhnliche Vorgeschichte hatte: Pierrines Vater Robert, jüngster Sohn des aus einer Patrizierfamilie stammenden Justizrats Phillip Fischer, war noch in Warburg geboren (wo sein Bruder Heinrich Fischer Bürgermeister war). Nach einer kaufmännischen Ausbildung war er nach Paris übergesiedelt, um seiner viel älteren Schwester, Viktorine-Charlotte Charvin, geb. Fischer aus Warburg, bei der Verwaltung ihres von ihrem Mann Pierre Charvin geerbten Vermögens behilflich zu sein, das er und seine Kinder später erbten.

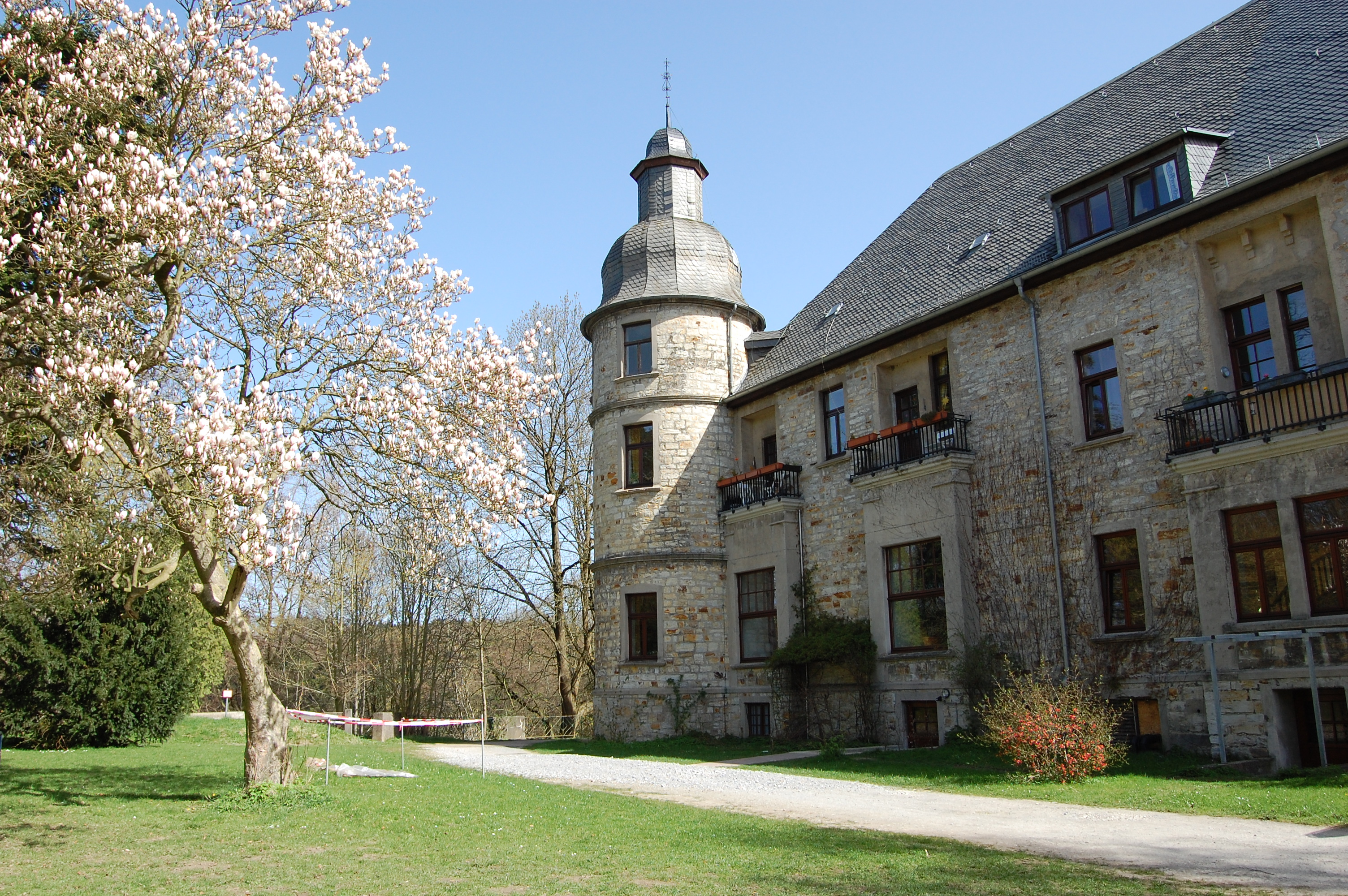
Schloss Hamborn, Borchen bei Paderborn, Sitz von Carl Caspar von 1879 bis 1912

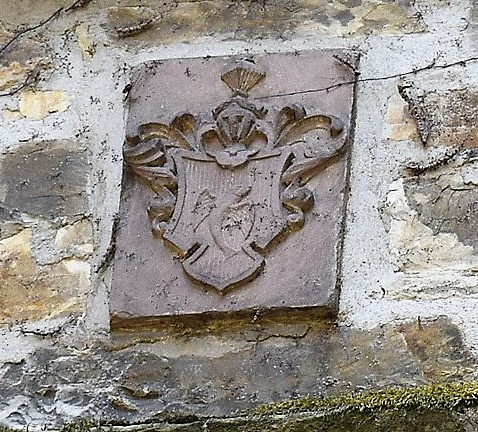
Wappen Carl von Droste zu Hülshoff, Schloss Hamborn (1880)

Mit dem Vermögen seiner Frau erwarb Caspar Carl 1879 aus dem Nachlass von Hermann von Mallinckrodt Gut und Schloss Hamborn. Durch Zukäufe (u. a. Haxtergrund, Ursprung des mit den Droste zu Hülshoff verwandten Adelsgeschlechts Haxthausen) brachte er das Gut auf ca. 750 ha Größe. Er gestaltete es schlossartig um und ließ verschiedene, teilweise noch vorhandene Bauten errichten, sowie Park und Pirschwege anlegen. Er ließ das Ulmenhaus (als Stall oder Marstall) und die Rentei (das heutige Kinderheim) errichten, auch ein Sägewerk wurde auf dem Besitz betrieben. Außerdem ließ er eine Gutskapelle bauen. Die noch von seinem Vorgänger geplanten Straßen- und Brückenbaumaßnahmen führte er zu Ende. Sein Wappen ist dort an einer Außenwand noch erhalten. Als Unternehmer erlitt er in den Gründerjahren Rückschläge: Ein Zementwerk, an dem er beteiligt war, und die Paderborner Bank (gegründet 1900 von den katholischen Kreisen, unterstützt vom Bonifatius-Verein), in deren Aufsichtsrat er saß, brachen zusammen. Nach der Übergabe des Gutes an seinen Sohn 1912 erwarb Caspar Carl 1915 aus dem Nachlass der Hildegunde von Laßberg, Tochter von Joseph von Laßberg und Jenny von Droste zu Hülshoff, das Fürstenhäusle in Meersburg. Er machte es durch eine Erweiterung bewohnbar und lebte dort mit seiner zweiten Frau bis zu seinem Tode. An Carl Caspar erinnern dort auch die Wetterfahne mit den Wappen Droste zu Hülshoff und Bothmer und seine mit Familienwappen verzierten Schnitzarbeiten in der Stube.

## Öffentliches Wirken

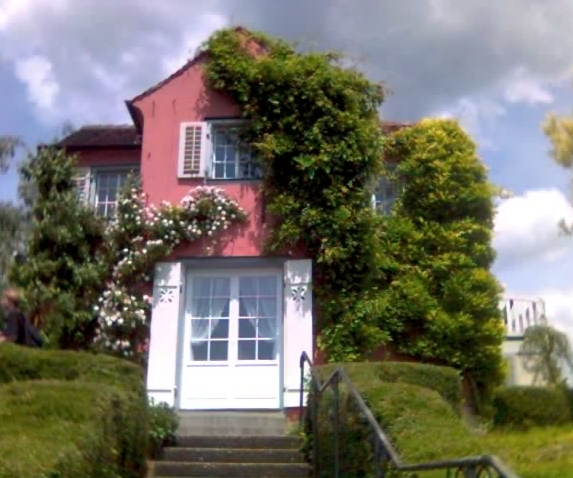
Fürstenhäusle in Meersburg, 2005

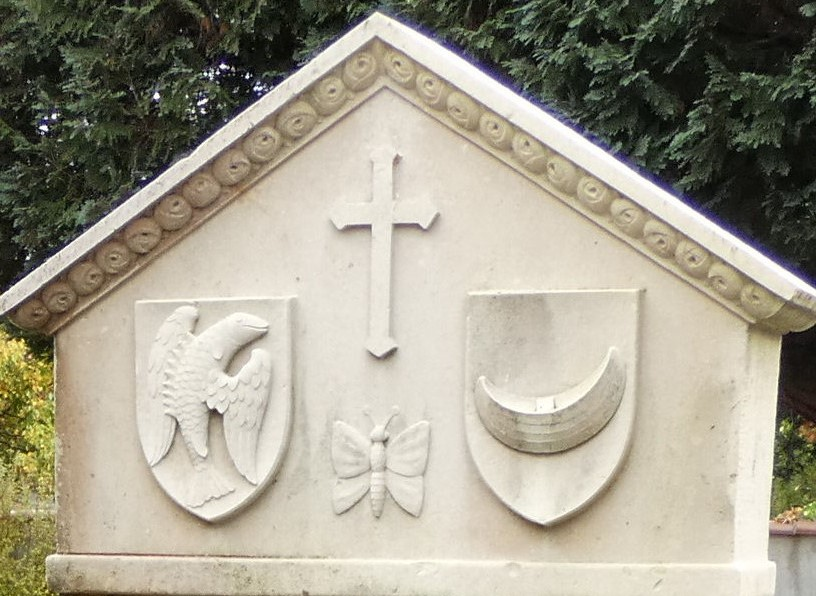
Wappen Carl Caspar von Droste zu Hülshoff und Marie von Bothmer, Meersburg 1936

Caspar Carl Droste zu Hülshoff half im Kulturkampf 1874, Akten des verhafteten Bischofs Johann Bernhard Brinkmann von Münster auf seinem, dem Bischofspalast benachbarten, Grundstück zu verstecken. Als ihm deshalb Schikanen drohten, erwarb er Wohnsitz und Bürgerrecht in  Schloss Böttstein, Kanton Aargau, beim konservativen Schweizer Nationalrat Karl von Schmid. Nach dem Erwerb von Hamborn war er Ortsvorsteher von Borchen. 1882 ließen er und seine erste Frau Pierrine bei Schloss Hamborn am „Stern“ eine Marienstatue zur Erinnerung an die Marienerscheinungen und Wallfahrt in Lourdes aufstellen, die noch vorhanden ist. 1882 bis 1883 war er für den Wahlkreis Paderborn Abgeordneter im Provinziallandtag der Provinz Westfalen, wo er ultramontane Positionen vertrat. Er erhielt das Fürstenhäusle in Meersburg, das er erweiterte und bewohnte, der Nachwelt. Seine zweite Ehefrau Marie, geb. Freiin von Bothmer (eine Tochter des Generalleutnants Eduard von Bothmer), richtete dort das Droste-Museum ein, das durch die Ehefrau ihres Neffen, Helene Freifrau von Bothmer, bekannt gemacht wurde. 1928 veröffentlichte sie im Selbstverlag ihr bebildertes Büchlein: „Das Fürstenhäuschen der Dichterin Annette Freiin Droste zu Hülshoff. Unveröffentlichte Familienbilder, Briefe, Urkunden“ (69 Seiten).

## Private Interessen
Droste zu Hülshoff arbeitete 1887 eine (nicht veröffentlichte) Geschichte der Familie von Deckenbrock-v. Droste-Hülshoff aus. Sie ergänzt die auf Vorarbeiten seines Vaters beruhende, 1868 veröffentlichte, Familiengeschichte von J. Holsenbürger und enthält u. a. den Text mittelalterlicher Urkunden. Auf Schloss Hamborn veranstaltete er Konzerte, Feste und Jagden.

## Ehrungen
Droste zu Hülshoff war päpstlicher Geheimkämmerer.

## Nachfahren
Einziger Sohn und Erbe von Carl Caspar von Droste zu Hülshoff, aus seiner ersten Ehe mit Pierrine Fischer, war der Jurist und Schriftsteller Heinrich von Droste zu Hülshoff. Dessen einziger Sohn, der Oberlandforstmeister Mariano Freiherr von Droste zu Hülshoff (1907–1997), war der Vater von Bernd von Droste zu Hülshoff und Wilderich von Droste zu Hülshoff.